# Federación Esperantista Catalana
La Federación Catalana de Esperanto (en catalán: Federació Esperantista Catalana) fue una entidad fundada en 1910 y desaparecida en 1939, al finalizar la guerra civil española con la victoria franquista, que agrupaba los esperantistas de Cataluña y Mallorca. Editaba el boletín Kataluna Esperantisto, celebraba los Juegos Florales Internacionales e impulsó la edición de Kataluna Antologio.
Entre sus filas había múltiples personas vinculadas al movimiento libertario catalán.
En 1928, el gobernador civil de Barcelona, general Milans del Bosch, exigió eliminar el término 'catalana' de la entidad y que pasara a formar parte de la organización esperantista española, al mismo tiempo que multó al presidente de la Federación, Delfín Dalmau. Sus miembros, sin embargo, reunidos en Vinaroz, rehusaron las exigencias, suspendiendo sus actividades que retomaron en 1930.
En 1980 se fundó la Asociación Catalana de Esperanto, entidad continuadora de la antigua Federación.
- Datos: Q4896060